# 大衛·李 (排球運動員)
大衛·李（英語：David Lee；1982年3月8日—）是一位美國排球運動員。他也代表美國國家男子排球隊參賽。在2008年，他代表美國隊參加奧運會並且奪得金牌。在2014年，他代表美國參加了世界聯賽並奪得金牌。